# Ranger (Band)
Ranger ist eine finnische Speed-Metal-Band aus Helsinki, die 2008 unter dem Namen Turbin gegründet wurde.

## Geschichte
Die Band wurde 2008 unter dem Namen Turbin gegründet, wobei sie auch im folgenden Jahr unter diesem Namen aktiv war, ehe die Umbenennung in Ranger erfolgte. 2013 und 2014 erschienen die beiden EPs Knights of Darkness und Shock Skull. 2014 war die Gruppe auf dem Keep It True zu sehen. 2015 erschien das Debütalbum Where Evil Dwells, das Platz 13 in den finnischen Albumcharts belegte, dem sich 2016 das das zweite Album unter dem Namen Speed & Violence anschloss. Die meisten Lieder des zweiten Albums sind bereits etwas älter und wurden schon live gespielt, als das Debütalbum veröffentlicht wurde.

## Stil
Marek Protzak von Metal.de befand, dass auf Where Evil Dwells klassischer Speed Metal zu hören ist, wobei man es vermeide, dass man dem Power Metal oder Thrash Metal zugeordnet werde. Er beschrieb die Musik als Mischung aus Kill ’Em All und Walls of Jericho. Der Gesang sei recht hoch, ein Vergleich mit Judas Priest sei jedoch nicht gerechtfertigt, da Rob Halfords Gesang präzise und sicher sei, während Pontiacs Stimme sich überschlage und unkontrolliert erscheine. Vielmehr sei ein Vergleich zu Evil Invaders passender. Im Interview mit Jens Peters vom Rock Hard gab Miko Sipilä an, dass die meisten Lieder von ihm geschrieben wurden, wobei sich die Gitarristen Mikael Haavisto und Ville Valtonen mittlerweile mehr einbringen würden. Die Texte hingegen würden meist von Dimitri Lamberg stammen. Lamberg sei sehr an Horrorfilmen interessiert, sodass diese die Hauptinspirationsquelle für seine Texte seien. Der Song Shock Troops stamme allerdings von Sipilä und sei sein Debüt als Textschreiber. Eine Ausgabe zuvor hatte Peters Speed & Violence rezensiert und dabei festgestellt, dass hierauf Speed Metal zu hören ist, der sich bei Agent Steel, Exciter und Dark Angel bediene. Die Musik klinge authentisch, weise einen starken US-Einfluss auf und sei gleichauf mit dem Debütalbum von Speedtrap oder den zuletzt erschienenen Veröffentlichungen von Enforcer. Kevin Stewart-Panko von metalinjection.net schrieb in seiner Rezension zu Speed & Violence, dass alleine schon der Albumtitel an den Speed- und Thrash-Metal von 1984 bis 1986 erinnert. Auch das Albumcover sei an Exciters Heavy Metal Maniac angelehnt. Neben Exciter seien auch Einflüsse von Gruppen wie Razor, Whiplash, Onslaught, Hallows Eve und Anthrax zu Zeiten von Fistful of Metal hörbar. Die Musik sei wenig originell, jedoch qualitativ hochwertig. Klanglich erinnere das Album etwas an Slayers Reign in Blood. Die Band verfolge ein ähnliches Prinzip wie Enforcer, Speedtrap, Volture und Cauldron.

## Diskografie
- 2009: Enter the Zone (Demo, Eigenveröffentlichung)
- 2012: Metal Gear Demo 2012 (Demo, Eigenveröffentlichung)
- 2013: Combat Metal (Demo, Fanatic's Lodge Records)
- 2013: Knights of Darkness (EP, Full Contact Records)
- 2014: Shock Skull (EP, Full Contact Records)
- 2014: Skull Splitting Metal! (Kompilation, Ektro Records)
- 2015: Storm of Power (Single, Spinefarm Records)
- 2015: Where Evil Dwells (Album, Spinefarm Records)
- 2016: Lethal Force (Single, Metal Terror Records)
- 2016: Speed & Violence (Album, Spinefarm Records)